# Макаровка (Лаишевский район)
 Макаровка  — деревня в Лаишевском районе Татарстана. Входит в состав Макаровского сельского поселения.

## География
Находится в западной части Татарстана на расстоянии приблизительно 11 км по прямой на юго-запад от районного центра города Лаишево на берегу Куйбышевского водохранилища.

## История
Основана во второй половине XVII века.

## Население
Постоянных жителей было: в 1782 году — 43 души мужского пола, в 1859—267, в 1897—349, в 1908—392, в 1920—494, в 1926—561, в 1938—578, в 1949—412, в 1958—340, в 1970—271, в 1979—200, в 1989—147, в 2002—164 (русские 77 %), 149 в 2010.